# Виїмка (гірництво)

Виїмка (виймання) (рос. выемка, англ. mining, winning, extraction; нім. Abbauen n, Gewinnung f) — технологічний процес добування гірських порід безпосередньо з масиву. Синонім — виймання.

## Загальний опис
При підземному видобуванні — добування корисної копалини або порід в підготовчому або очисному вибої (див. очисне виймання (виїмка)). Здійснюється механізованим (комбайни, струги, агрегати), гідравлічним, буровибуховим та комбінованим способом. При відкритій розробці скельних і напівскельних порід необхідне їх розпушення і дроблення вибуховим або механічним способами. Див. виїмка валова, виїмка горизонтальними шарами, виїмка пошарова (шарова), виїмкова (виймальна) дільниця, виїмкове (виймальне) поле шахти, виїмково (виймально) — навантажувальні роботи, виїмково-транспортне судно, очисне виймання, очисний агрегат тощо.
Загальний напрямок очисної виїмки — за простяганням пласта; виїмка вугілля в уступі — згори вниз. Відбите вугілля скочується під дією власної ваги в нижню частину лави у магазинний уступ, в якому воно тимчасово магазинується, що пов'язане з переривчастою роботою локомотивного транспорту. Для запобігання попаданню вугілля у вироблений простір уздовж лави влаштовують дерев'яні укісні полиці, що прибиваються до стійок кріплення.

## Різновиди

Виїмка валова, (рос. выемка валовая, англ. bulk mining extraction, bulk winning getting; нім. Bruttogewinnung f, Gesamtgewinnung f) — спосіб видобутку твердих корисних копалин без виділення породних пропластків, різного роду включень, а також без сортування вугілля, руд. Передбачає спільне виймання в межах блоку декількох різновидів руди або породи. В.в. дозволяє збільшити на 15-20% продуктивність праці виймального обладнання, але призводить до розубожування корисних копалин на 40-80%. Синонім — розробка валова.

### Виїмка горизонтальними шарами
Виїмка горизонтальними шарами, (рос. горизонтальными слоями выемка, англ. horizontal slicing, нім. Teilsohlenbruchbau m mit scheibenweisem Abbau m) — розробка покладу корисних копалин з поділом її на шари, що розташовуються горизонтально. Застосовують для розробки покладів міцних руд і пластів вугілля крутого залягання, складної будови. Розділяють на виїмку з обваленням і виїмку із закладанням. У першому випадку можливий тільки низхідний порядок відробки шарів, у другому — низхідний і висхідний. Основні переваги способу — високе вилучення (до 98%) і мале разубожування корисних копалин (руди); можливість одночасної розробки дек. поверхів; збереження без істот. змін поверхні і масиву бокових порід; пожежобезпека; безпека у відношенні гірн. ударів. Осн. недоліки: відносно високі витрати праці та матеріальних коштів у зв'язку із застосуванням закладки; великий обсяг підготовчих виробок.

### Виїмка пошарова (шарова)
Виїмка пошарова (шарова), (рос. выемка слоевая, англ. bench mining, slice mining; нім. Scheibenabbau m) — розробка товщі гірських порід з послідовною їх виїмкою шарами. На кар'єрах проводиться при потужності товщі г.п., більшій за висоту черпання виїмково-навантажувального обладнання. Уступ розробляють горизонтальними, похилими або крутими шарами. Переваги: можливість розробки високих уступів малогабаритним екскаваційним обладнанням, концентрації гірничих робіт, скорочення кількості трансп. горизонтів, зниження енерговитрат на руйнування гірських порід за рахунок використання сил гравітації. Це дозволяє відпрацьовувати уступи вис. до 50 м при зменшенні в 3-5 раз металоємності в порівнянні з традиц. екскаваційним обладнанням. У випадку крутоспадних і видовжених в плані родов. В.п. виключається переміщення розкриву на зовніш. відвали, що скорочує дальність внутрішньо-кар'єрних перевезень в 2-3 рази. Крім того, різко зменшуються площі землі, які призначаються для розміщення зовнішніх відвалів (до 2-4 км² на кожному кар'єрі). На шахтах принципи В.п. реалізовані в ряді систем розробки рудних і вугільних родовищ. При розробці рудних покладів горизонтальними або слабкопохилими шарами з закладанням виїмка проводиться знизу вгору шарами вис. 2-3 м і більше. Відпрацювання рудних покладів похилими (30-40о) шарами з закладанням дозволяє транспортувати руду до рудоспусків і розміщувати закладний матеріал в очисному просторі самопливом. Виїмку похилими шарами звичайно застосовують при потужності рудного тіла менше 3-4 м. На вугільних родов. В.п. застосовується на потужних пологих, похилих і крутих пластах. Ведеться вона похилими, горизонтальними і поперечно-похилими шарами. В.п. пологих і похилих пластів потужністю понад 5 м виконується похилими шарами. Товщина кожного з них, як правило, 2,2-2,7 м. В.п. похилих і крутих пластів потужністю понад 5 м, а також пластів невитриманого залягання здійснюють похилими шарами з застосуванням гнучкого перекриття. В.п. крутих пластів з обваленням похилими шарами здійснюють також з підповерховим обваленням під гнучким перекриттям.

### Виїмка поперечно-похилими шарами

Виїмка поперечно-похилими шарами — технологія розробки розкриву великої потужності одним уступом, при якій останній розділяється на шари, які розташовуються перпендикулярно фронту гірничих робіт з похилом, що забезпечує можливість переміщення по ньому виїмкового і транспортного обладнання. Найбільша ефективність отримана при П.-п.ш.в. роторними екскаваторами на конвеєр. П.-п.ш.в. ефективно використовується в Чехії і ФРН при падінні шарів близько 8°. При підземному видобутку вугілля під П.-п.ш.в. розуміють систему розробки потужних пластів з розділенням їх на поперечно-похилі шари завтовшки 2,7-3,0 м і в деяких випадках — до 3,5 м, які мають нахил 30-40° до горизонту з нахилом від висячого боку пласта до лежачого (рис.).
При кутах падіння пласта близько 60° поперечно-похилий шар розташовується майже за нормаллю до площин напластування. Завдяки похилому положенню шару забезпечується самоплив вугілля і закладки в очисному вибої. Нахил вибою зумовлює і положення шарових штреків: біля висячого боку знаходиться верхній штрек, що служить для доставки закладальних і лісових матеріалів, а біля лежачого — нижній штрек для транспортування вугілля.
Як правило, застосовується польова підготовка. Особливістю розробки пласта поперечно-похилими шарами є те, що шарові штреки не проводяться по вугіллю, а споруджуються в закладному масиві позаду очисного вибою шару, який розробляється. При цьому конвеєрний штрек цього шару завжди розташовується у закладному масиві нижнього відробленого шару.
Виймання вугілля в шарі здійснюється за допомогою буро-підривних робіт або відбійних молотків, кріплення — дерев'яним рамним кріпленням, що складається з верхняків, під які підбиваються стояки, встановлені на лежні.
Відбите вугілля під власною вагою прямує по підошві шару або по риштаках на скребковий конвеєр, встановлений у шаровому штреку, і доставляється до вуглеспускної печі в закладці, далі по конвеєрному квершлаґу до збійки-бункера, з якої завантажується у вагонетки на польовому штреку.
Ця система розробки застосовується порівняно рідко і лише тоді, коли необхідно зберегти поверхню від підробки: похиле положення вибою забезпечує при гідравлічній закладці більший ступінь заповнення виробленого простору закладним матеріалом і більшу щільність закладного масиву, а отже, менші деформації і зсування бокових порід. З цих причин систему розробки поперечно-похилими шарами доцільно застосовувати у варіанті з виїмкою шарів знизу вверх і з гідравлічною закладкою.

### Виймання селективне (роздільне)
Виймання селективне (роздільне) (рос. выемка селективная (раздельная), англ. selective mining; нім. selektiver Abbau m, selektive Gewinnung f — роздільне добування з надр кожного різновиду (чи сорту) корисних копалин чи корисної копалини та пустих порід. При підземному видобутку вугілля використовується переважно на потужних та середньої потужності пластах при наявності у пластах прошарків породи товщиною не менш як 0.3…0.5 м, а також малопотужних пластів. Передбачає збільшення витрат на гірничі роботи на 10-30% порівняно з валовим вийманням. На кар'єрах В.с.(р.) здійснюється за допомогою спец. способів проведення буропідривних і виймально-навантажувальних робіт: спільним висадженням гірських порід і їх селективним навантаженням; роздільним висадженням і роздільним навантаженням.
Цікаво, що роздільне виймання корисних копалин було відоме здавна. Воно описане, зокрема, в книзі "De Re Metallica" Георга Агріколи (1556 р.): "Досвідчені гірники вже при самій розробці рудних жил відокремлюють .... чисту руду від земель, що містять розчини і камені. Цінну руду вони відкладають у рудопромивні корита, малоцінну кидають в кади."

### Виймання щитове

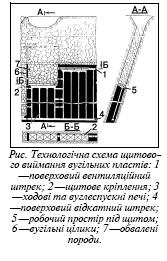

Виймання щитове, (рос. выемка щитовая, англ. shield mining; нім. Schildabbau m) — система розробки крутих потужних пластів довгими стовпами за підняттям з вийманням їх за падінням під захистом самохідного щитового кріплення. При В.щ. в одному стовпі поверху ведеться підготовка, у другому — монтаж щита, у третьому — очисні роботи. Підготовку розпочинають з проходження вуглеспускних та ходових печей. Відстань між печами приймається 5…6 м з метою уникнення подвійного перекидання вручну вугілля в очисному вибої. У процесі монтажу щита під ним проводять канаву, яка поєднує всі печі та виконує роль очисного вибою. Навкруги печей формують воронки, над печами підвішують запобіжні помости-ґрати, одночасно вони є робочим місцем для бурильників. Вугілля під щитом відбивають буропідривним способом з таким розрахунком, щоб щит поступово опускався в напрямі відкатного горизонту. Відбите під щитом вугілля на деякий час до відвантаження у вагони (чи на конвеєр) може акумулюватися в бункерах — розширеній нижній частині вуглеспускних печей. Свіже повітря надходить до очисного вибою через печі, проходить під щитом і далі через ходову піч сусіднього стовпа піднімається на вентиляційний горизонт. У порівнянні з іншими щитова система розробки крутих пластів має найкращі техніко-економічні показники, але пов'язана з підвищеними експлуатаційними втратами вугілля. Умови застосування системи: круті, витримані за потужністю і кутом падіння пласти товщиною 6…10 м для секційних, 3…6 м для безсекційних щитів, з міцністю вугілля не нижче середньої, зі стійкими породами підошви і будь-якою покрівлею. Для підвищення ефективності застосування системи використовуються її варіанти з механізацією виймання і доставки вугілля під щитом за допомогою стругів та скреперів, з удосконаленою конструкцією щитів, з повною закладкою виробленого простору і т.і.

### Вибіркове виймання
Вибіркове виймання (рос. избирательная выемка, англ. selective mining partial(selective) extraction, selective (partial) mining, нім. selektives Abbauen n, Gewinnung f) — першочергова розробка найбагатших або легкодоступних ділянок родовищ (покладів, жил), експлуатація яких економічно найвигідніша або технологічно доцільна.

### Вирубування (нарізка) кута уступу
Вирубування (нарізка) кута уступу (рос. вырубка (нарезка) угла уступа, нім. Aushiebung f der Strossenecke f) — на крутих пластах — виймання вугілля на ширину уступу в верхній частині лави, що виконується здебільшого за допомогою відбійних молотків.